# Kinkajoe
De kinkajoe of rolstaartbeer (Potos flavus) is een roofdier uit de familie der kleine beren dat in Latijns-Amerika voorkomt.

## Afmetingen
Lengte: kop-romp 40–57 cm, staart 39–57 cm, schouderhoogte 17–25 cm. Gewicht: ±4,5 kg.

## Uiterlijk

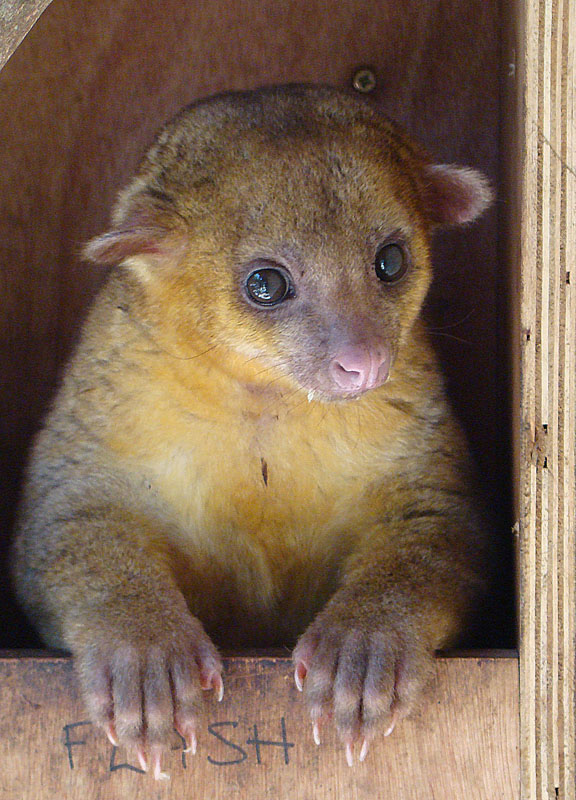
In een revalidatiecentrum, Panama

De rolstaartbeer is door zijn opvallende niet-geringde grijpstaart enig in zijn soort binnen de kleine beren. Hij heeft een ronde kop, kleine ronde oorschelpen, een stompe snuit, een lange romp, korte ledematen en de tenen van voor- en achterpoten hebben sterk gekromde, scherpe nagels. De vacht is fluweelachtig en zeer dicht, zacht en kort. De vacht is aan de bovenzijde geelachtig bruin met een bronskleurige waas. Het middendeel van de rug is donkerder met een donkere lengtestreep. De onderzijde is diepgeelbruin. Op de kop, keel en buik bevinden zich geurklieren.

## Levensduur
De rolstaartbeer kan tot 23 jaar oud worden.

## Leefomgeving
Dit dier bewoont tropische regenwouden, rivierbossen en nevelwouden van zeeniveau tot 2500 m hoogte. Ook in moerassen zijn regelmatig rolstaartberen te vinden.

## Voedsel
De rolstaartbeer houdt van zoetigheid en is daarom ook de grootste vruchteneter van alle soorten kleine beren. Hij eet bijna alleen maar vruchten, noten, nectar en honing. De rolstaartbeer pakt een vrucht met zijn mond of plukt het met zijn handen. De 12 cm lange, bewegelijke tong wordt op meerdere manieren gebruikt om voedsel te krijgen. Ten eerste dient de tong om het vruchtvlees uit de vruchten te halen en daarnaast ook om kleine dieren onder boomschors vandaan te halen. Verder gebruikt de kinkajoe zijn tong om nectar en honing uit bloemen en bijennesten te zuigen. Op deze manier speelt het dier een belangrijke rol bij bestuiving in het regenwoud: stuifmeel blijft aan het gezicht plakken en wordt zo verspreid naar andere bloemen. Ook kleine vogels, boomkikkers, ongewervelden en eieren staan op het menu van de rolstaartbeer.

## Leefwijze
De rolstaartbeer is een algemene soort. Door zijn nachtleven in de boomtoppen wordt dit dier echter weinig gezien. Hij gebruikt zijn staart om zijn evenwicht te bewaren terwijl hij over een tak rent en slaat hem om een tak als hij van de ene naar de andere tak springt. Dit doet hij voorzichtig en langzaam en hij trekt zijn staart pas terug als hij met al zijn vier poten op de volgende tak staat. Ook kan de kinkajoe zonder probleem aan zijn staart aan takken hangen, zodat de voorpoten vrij zijn om voedsel te ver-zamelen. De rolstaartbeer kan met zijn kop naar beneden langs boomstammen naar beneden klimmen. Overdag slaapt hij, ineengerold met zijn voorpoten voor de ogen geslagen, in een boomholte of in dicht gebladerte. De rolstaartbeer leeft solitair of in kleine troepen van 10-15 dieren zonder strenge onderlinge rangorde. Rolstaartberen maken een opvallend schril blaffend geluid, bijvoorbeeld als ze schrikken of als hun rust verstoord wordt. Bij onderlinge onenigheid of bedreiging produceren ze een vervaarlijk sissend en krijsend geluid.

## Voortplanting
Niet aan een bepaald jaargetijde gebonden. Na een draagtijd van 112 tot 118 dagen wordt meestal één jong geboren in een boomholte.